# Robert Kangas
Bengt Robert Kangas, född 27 juli 1951 i Brunskogs församling i Värmland, är en svensk-finländsk svenskspråkig författare. I sina böcker skildrar Kangas ofta arbetarklassen, familjers sönderfall samt marginaliserade människor från den värmländska landsbygden. 
Kangas har en svensk far och finsk mor. Han växte upp i Brunskog men flyttade efter grundskolan från hemorten och gick yrkesskola, folkhögskola samt arbetade som städare, skogsarbetare, snickarlärling och landstingsbyråkrat. Han är utbildad socionom och har arbetat som kurator inom kriminalvården och som socialarbetare. Han är sedan 1975 bosatt i Göteborg. 

## Priser och utmärkelser
- 1994 – Aftonbladets litteraturpris
- 1999 – Göteborgs Stads författarstipendium
- 2005 – Landsbygdens författarstipendium